# سوزي فرانسيس هاريسون
سوزي فرانسيس هاريسون هي ملحنة وكاتِبة وشاعرة كندية، ولدت في 24 فبراير 1858 في تورونتو في كندا، وتوفي بنفس المكان في 5 مايو 1935.

## وصلات خارجية
- سوزي فرانسيس هاريسون على موقع ميوزك برينز (الإنجليزية)